# Padnamaskar
Padnamaskar, Namaskar – w hinduizmie termin oznaczający dotknięcie głową i rękami stóp świętego lub guru. Padnamaskar wykonuje się w klęku japońskim, pochylając się do przodu. Podczas Padnamaskaru stopy świętego (czy guru) można również pocałować.
Wielu hinduistów wierzy, że Padnamaskar usuwa karmę.